# Escala Internacional de Sucesos Nucleares

Representación piramidal de la Escala INES

La Escala Internacional de Sucesos Nucleares (más conocida por sus siglas en inglés, INES —International Nuclear Event Scale—) fue presentada por el Organismo Internacional de Energía Atómica (OIEA) para permitir la comunicación sin falta de información importante de seguridad en caso de accidentes nucleares y facilitar el conocimiento de los medios de comunicación y la población de su importancia en materia de seguridad.
La escala pretende ser una escala logarítmica, similar a la escala de magnitud de momento que se utiliza para describir la magnitud comparativa de los terremotos. Cada nivel representa el aumento de un accidente aproximadamente diez veces más grave que el nivel anterior. En comparación con los terremotos, donde la intensidad del evento puede ser evaluada cuantitativamente, el nivel de gravedad de un desastre hecho por el ser humano, como un accidente nuclear, está más sujeto a interpretación. Debido a la dificultad de interpretación, el nivel INES de un incidente se asigna después de que ocurra el incidente. Por lo tanto, la escala tiene una capacidad muy limitada para ayudar en el despliegue de la ayuda por desastres.
Se ha definido un número de criterios e indicadores para asegurar la información coherente de acontecimientos nucleares por autoridades oficiales diferentes. Hay 7 niveles en la escala, de los cuales los 3 primeros son incidentes sin consecuencias en el exterior de la planta, y los otros 4 son accidentes.

## Los niveles de gravedad
Hay definidos una serie de criterios e indicadores para asegurar una información coherente de acontecimientos nucleares por parte de diferentes autoridades oficiales.
Hay siete niveles distintos de cero en la escala INES: Los sucesos de nivel inferior (1 a 3), sin consecuencia significativa sobre la población y el medio ambiente, se califican de incidentes; los superiores (4 a 7), de accidentes. El nivel máximo corresponde a un accidente cuya gravedad es comparable al ocurrido el 26 de abril de 1986 en la central de Chernóbil y al ocurrido el 11 de marzo de 2011 en Fukushima. También hay un nivel 0 para eventos que no tengan incidencia en la seguridad.
El nivel de la escala está determinada por la mayor de tres resultados: efectos fuera del sitio, en el lugar los efectos, y la defensa en la degradación de profundidad.

## Detalles

### Nivel 7 INES: Accidente mayor
- Impacto en las personas y el medio ambiente. Se produce una liberación superior de material radiactivo que pone en riesgo la salud general y el medio ambiente y requiere la aplicación de medidas de contraposición.

Accidentes nucleares calificados en el nivel 7 - accidente mayor:
- 1986 - Accidente de Chernóbil (Unión Soviética), fue un accidente nuclear sucedido en la central nuclear de Chernóbil (Ucrania) el 26 de abril de 1986. Ha sido evaluado en el nivel 7 de la Escala Internacional de Accidentes Nucleares. Se considera uno de los mayores desastres medioambientales de la historia.
- 2011 - Accidente de Fukushima (Japón). Una serie de accidentes que comenzaron el 11 de marzo de 2011. El nivel 7 fue establecido el 11 de abril de 2011 por la Agencia de Seguridad Nuclear del Gobierno de Japón. El nivel fue distinto en cada uno de los 6 reactores: en 3 de ellos fue establecido el nivel 5, en uno el nivel 3 y en el conjunto fue establecido el nivel 7. Se estableció una zona temporal de exclusión de 20 km alrededor de la planta y una zona voluntaria de evacuación de 30 km.

### Nivel 6 INES: Accidente serio
- Impacto sobre las personas y el medio ambiente. Se produce la liberación de material radiactivo que requiere una probable aplicación de medidas de contraposición.

Ejemplo: Accidente de Kyshtym (Unión Soviética).

### Nivel 5 INES: Accidente con consecuencias amplias
- Impacto sobre las personas o el medioambiente. Liberación limitada de material radiactivo que puede requerir la aplicación de medidas de contraposición. Varias muertes por radiación.

Ejemplos: Incendio de Windscale (Reino Unido), accidente radiológico de Goiânia (Brasil), Accidente de Ciudad Juárez (México).
- Daños en los obstáculos radiológicos y el control.
- Se producen graves daños al núcleo del reactor y se produce la liberación de material radiactivo en una instalación que genera riesgos de exposición pública que podría derivarse de un accidente crítico o el fuego.

Ejemplo: Accidente de Three Mile Island (Estados Unidos).

### Nivel 4 INES: Accidente con consecuencias locales y municipal
- Impacto sobre las personas o el medio ambiente. Liberación menor de material radiactivo que puede requerir, aunque de forma poco probable, la aplicación de medidas de contraposición. Al menos una muerte por radiación.

Ejemplo: Accidente en el reactor experimental SL-1 (Estados Unidos).
- Daños en los obstáculos radiológicos y el control. Combustible fundido o dañado y liberación de cantidades significativas de radiación con probabilidad de exposición pública.

Ejemplos: Accidente nuclear del reactor RA-2 (Argentina), accidentes de Tokaimura (Japón), accidente del submarino K-19.

### Nivel 3 INES: incidente grave
- Impacto en las personas y el medio ambiente. Exposición de 10 o más veces al límite legal anual para los trabajadores y efectos no letales producidos por la radiación.

- Daños en los obstáculos radiológicos y el control. Exposición de más de 1 Sv/h en una zona de trabajo.

- Impacto en la defensa en profundidad

Ejemplo: Incidente de la central nuclear de Vandellós (España).

### Nivel 2 INES: incidente
- Impacto en las personas y el medio ambiente. Exposición de un miembro del público a más de 10 mSv y exposición de un trabajador en exceso a los límites legales anuales.

- Daños en los obstáculos radiológicos y el control. Nivel de radiación en una zona operativa de más de 50 mSv/h y contaminación significativa dentro de la instalación no preparada en el diseño.

- Impacto en la defensa en profundidad.

Ejemplo: Incidente en la central nuclear de Ascó (España).

### Nivel 1 INES: anomalía
- Impacto en la defensa en profundidad. Exposición mayor a los límites legales anuales de un miembro del público, problemas menores con elementos y componentes de seguridad con la defensa en profundidad restante y robo o pérdida de una fuente de radiactividad de baja intensidad.

Ejemplo: Incidente en la central nuclear de Gravelines (Francia).

### Nivel 0 INES: desviación
- Ninguna importancia para la seguridad.

Ejemplo: Problema en la central nuclear de Atucha (Argentina): parada del reactor debido al aumento de tritio en el compartimiento del reactor.

### Fuera de escala
Cualquier evento que no cumpla con ninguna de las condiciones especificadas en alguno de los distintos niveles INES, como por ejemplo las actividades militares.